# Girl Up
«Girl Up» es una canción interpretada por la cantante estadounidense Victoria Justice lanzada como sencillo el 16 de febrero de 2013 a través de Columbia Records. La canción sirvió para promocionar la campaña homónima de la Fundación de las Naciones Unidas. Fue escrita por Justice y Toby Gad.